# Klaksvíkar Ítróttarfelag II
Klaksvíkar Ítróttarfelag II, o simplemente KÍ II, es un club de fútbol de las Islas Feroe con sede en Klaksvík. Es el equipo de reserva del club KÍ Klaksvík de la Primera División de las Islas Feroe.
Los equipos de reserva de las Islas Feroe juegan en el mismo sistema de liga que el KÍ, en lugar de en una liga de reserva, pero no pueden jugar en la misma división que el primer equipo, por lo que KÍ II no es elegible para el ascenso a la Primera División de las Islas Feroe y tampoco puede jugar en la Copa de las Islas Feroe.

## Palmarés
- 1. deild: 12
  - 1945, 1949, 1951, 1953, 1954, 1956, 1959, 1963, 1972, 1974, 1975, 2019[1]

- 2. deild: 3
  - 1976, 1990, 2011[2]

- 3. deild: 6
  - 1986, 1989, 1995, 1996, 2012, 2018[3]